# John Duren
John Thomas Duren (Washington, 30 ottobre 1958) è un ex cestista statunitense, professionista nella NBA.

## Carriera
Venne selezionato dagli Utah Jazz al primo giro del Draft NBA 1980 (19ª scelta assoluta).
Con gli Stati Uniti disputò i Giochi panamericani di San Juan 1979.